# Endropiodes circumflexa
Endropiodes circumflexa là một loài bướm đêm trong họ Geometridae.